# Julirevolutionen
Julirevolutionen, även 1830 års revolution, kallas de oroligheter i Paris i slutet av juli 1830 som ledde till att Karl X av Frankrike tvingades abdikera. Han efterträddes på tronen av den liberalare Ludvig Filip I. Upproret var resultatet av den förmögna medelklassens och de liberala tidningarnas långvariga opposition mot den ultrakonservativa politik som hade förts under Karl X, men genomfördes till största del av republikanska grupper. Julirevolutionen i Frankrike kan ses som en del av en serie revolutioner samma år som orsakades av den tidens liberala och nationalistiska tankegods.

## Bakgrund
De bakomliggande orsakerna till revolutionen låg i de politiska omdaningar i Frankrike som följde efter Napoleonkrigens slut. Segrarmakterna hade på Wienkongressen 1814 återinsatt det under franska revolutionen störtade kungahuset Bourbon på tronen, men samtidigt påtvingat landet ett konstitutionellt fördrag som överförde den lagstiftande makten till riksförsamlingen och dessutom bevarade en serie medborgerliga rättigheter som hade införts under revolutionen. Därmed var grunderna lagda för en konflikt mellan reaktionära element inom kungahuset, som inte ville se sitt traditionella maktutövande inskränkt av någon författning, och de franska medborgarna, som inte ville att franska revolutionens framsteg skulle hotas. Under den så kallade bourbonska restaurationen (1814-1830) fortsatte spänningarna rörande den konstitutionella monarkins utformning, spänningar som eskalerade efter den djupt konservative Karl X:s kröning år 1824. I parlamentet växte liberalernas motstånd mot ultrarojalisternas inskränkningar av de medborgerliga fri- och rättigheterna.
Inom den förmögna och bildade borgarklassen hade inte endast de med Bonapartisterna förbundna liberalerna (independenterna), utan även de dynastisk-konstitutionella doktrinärerna, nu nästan förlorat tron på det bourbonska kungadömets bestånd. Partistriden överfördes till salongerna och till domstolsförhandlingarna i Paris, men inte minst till pressen. Man kämpade om den allmänna meningen först i revyer, sedan alltmer i dagblad och därtill i broschyrer och pamfletter som lästes över hela landet. Värdet av dessa blad förhöjdes genom sådana medarbetare som Chateaubriand, Rémusat, Mignet, Thiers och Guizot. Den centrala stridsplatsen förblev dock kamrarna, vars debatter uppmärksammades runtom i Europa.
1829 befann sig Frankrike i regeringskris efter att den moderate konseljpresidenten greve Jean-Baptiste de Martignac tvingats avgå till förmån för den ultrarojalistiske hertig Jules de Polignac. Ett av de beslut som de Polignacs regering fattade för att vända opinionen till ultrarojalisternas fördel var invasionen av Alger i början av juni 1830, ett fälttåg som snabbt uppnådde sitt erövringsmål men däremot inte lyckades öka det folkliga stödet för regeringen eller kungen nämnvärt. Karl X såg den liberala majoriteten i Deputeradekammaren som ett hot mot riket och beslöt sig därför för att rensa kammaren på motståndare. För detta ändamål undertecknade han den 25 juli 1830 de så kallade juliordonnanserna. Som stöd för dessa åberopades författningens 14:e artikel, som gav kungen rätt att utfärda reglementen och förordningar nödvändiga för lagarnas verkställighet och statens trygghet. De fyra ordonnanserna, som publicerades den 26 juli, inkluderade kraftigt inskränkt tryckfrihet, deputeradekammarens upplösning, kommande nyval samt en helt ny vallag med höjd census. Resultatet skulle bli att den liberala medelklassen exkluderades helt och hållet från valdeltagandet.

## Förlopp

### Upptakten till revolution

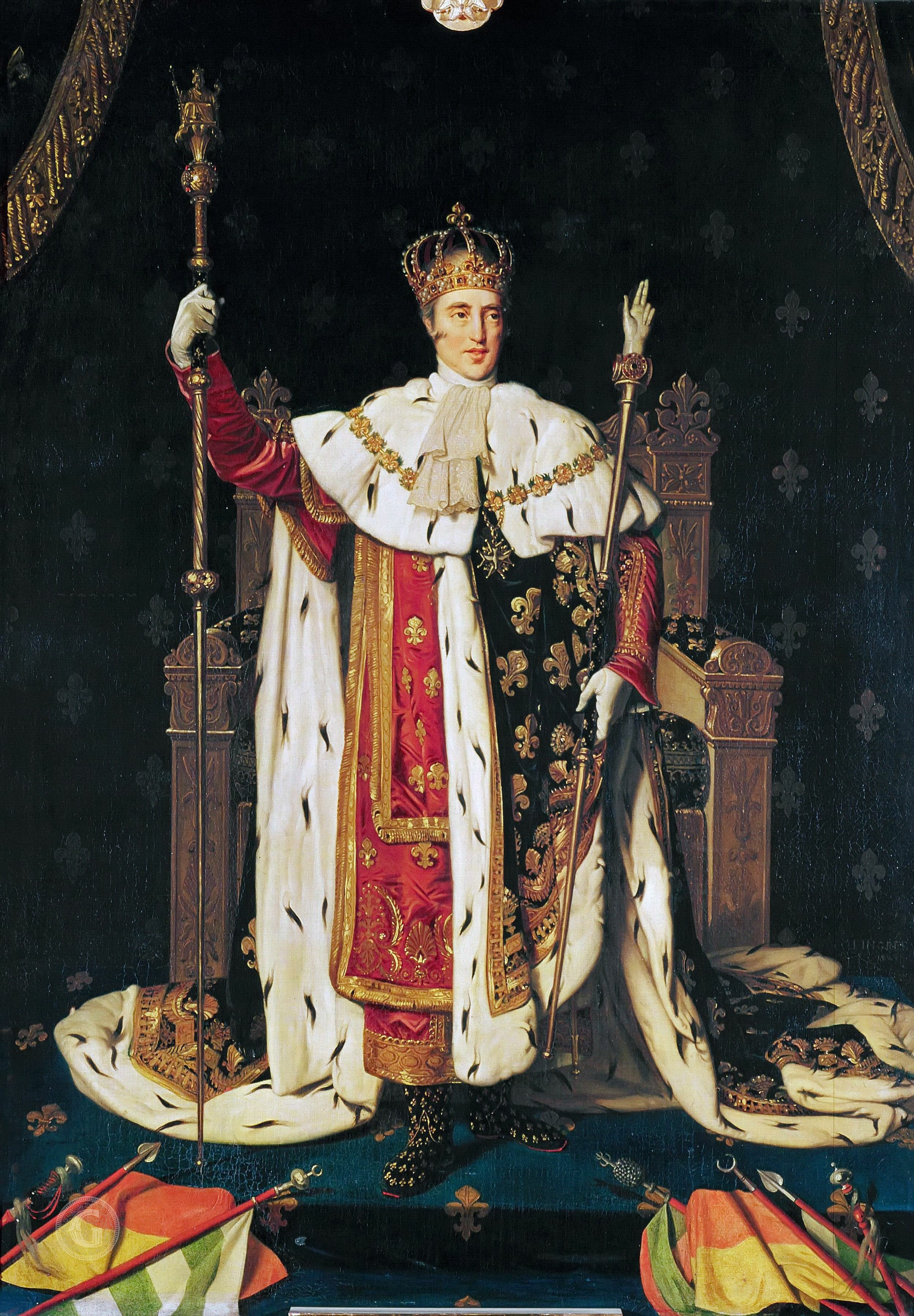
Karl X av Frankrike. Målning av Jean-Auguste-Dominique Ingres 1829.

Måndagen den 26 juli 1830 kunde Paris borgerlighet i tidningarna läsa om de kungliga påbuden som skulle hindra dem från att nå de mest prestigefyllda ämbetena i landet. I protest vägrade medlemmar av Parisbörsen att låna ut pengar och fabriksägare stängde sina fabriker. Detta fick i sin tur effekten att mängder av fabriksarbetare lämnades att klara sig själva på gatan utan möjligheter till försörjning. På grund av den begynnande industriella revolutionens samhällsomvälvningar hade situationen för Frankrikes arbetarklass nått ett explosivt stadium och arbetslösheten var sedan sommaren 1829 hög. Därför började även Paris arbetare att gå ut på gatorna och protestera. Medan flera tidningar lades ner i enlighet med den nya lagen lovade andra tidningsägare att inte hörsamma den nyinförda presscensuren. När så ordningsmakten samma kväll slog till mot en tryckpress möttes de av en uppretad folkmassa som ropade slagord mot kungahuset.

### Våldsamheter och eskalering
Under tisdagen den 27 juli ökade spänningarna i huvudstaden och militär beordrades ut på gatorna men först runt sjutiden på kvällen bröt stridigheter ut när spänningarna nått en kulmen och demonstranter började kasta gatstenar och blomkrukor mot soldaterna som först lär ha svarat med varningseld, men under natten hade 21 civila skjutits ihjäl. Under onsdagen den 28 juli eskalerade stridigheterna snabbt, stora delar av huvudstaden förvandlades till slagfält och kungen krävde att upprorsmakarna skulle krossas. Det kungliga gardets befälhavare hertig Auguste de Marmont tog samma dag emot en namninsamling från en kommitté av ledande liberala oppositionella som bedyrade sin trohet till kungahuset och riktade kritiken gällande juliordonnanserna, som de önskade skulle dras tillbaka, mot kungens ministrar. de Marmont, som själv hyste vissa sympatier för de liberala, tog emot kommittén men menade att endast om folket la ner sina vapen kunde förhandlingar komma på tal. Därefter begav sig de oppositionella till Jules de Polignac som vägrade ens ta emot dem och istället gav rådet till Karl X att fortsätta göra motstånd mot vad som hade förvandlats från gatuupplopp till en revolution.

### Revolutionär seger

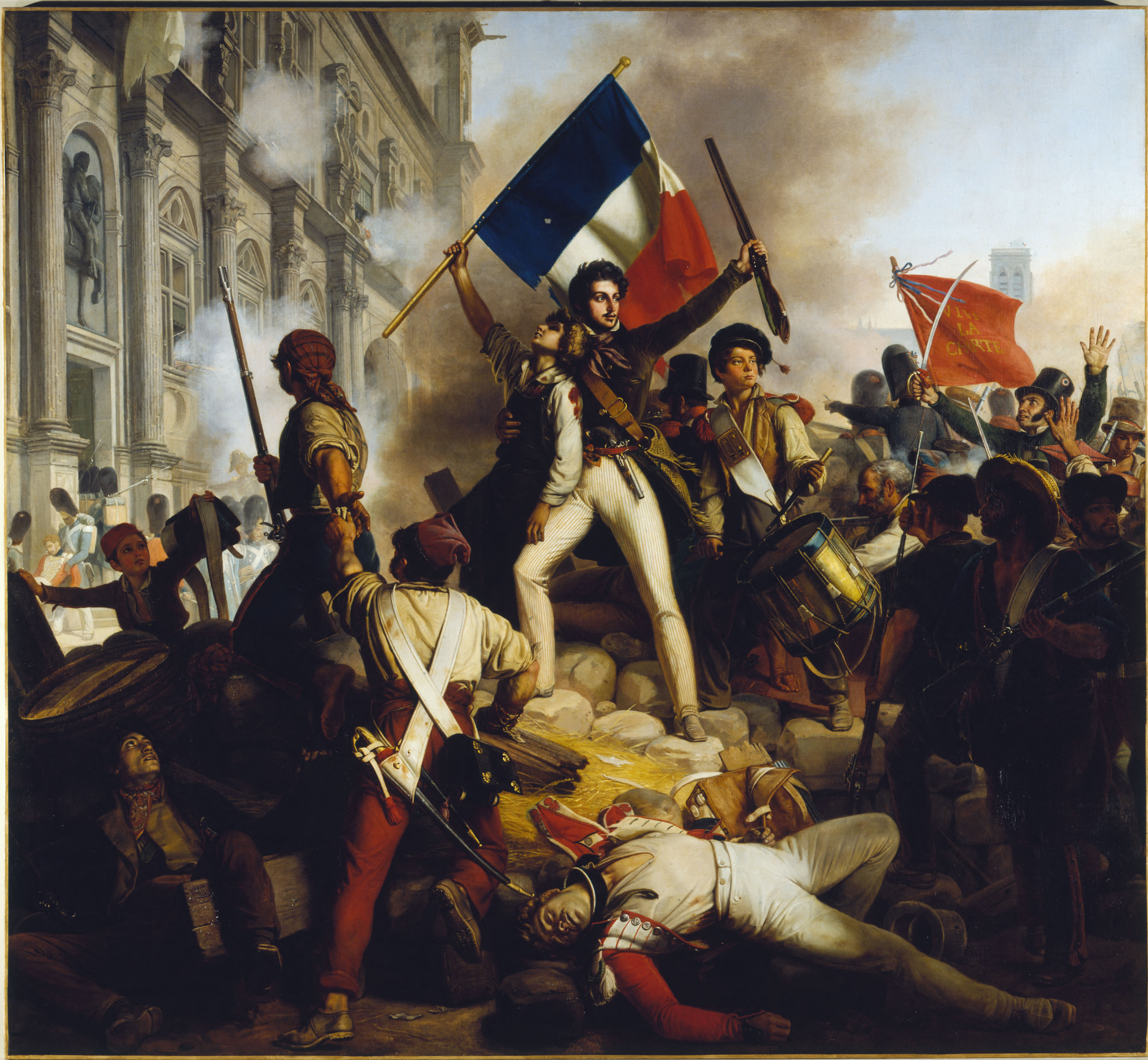
Striderna utanför Hôtel de ville, målning av Jean Victor Schnetz.

Torsdagen den 29 var rojalisternas frånvaro i Paris tydlig, soldaterna saknade understöd och började desertera samtidigt som de så kallade révoltés blev allt bättre organiserade. Trikoloren, som sågs som folkets fana, vajade över allt fler byggnader och på bara en natt hade 4 000 barrikader upprättats runtom i staden. Auguste de Marmont saknade vilja att kalla in förstärkningar, huvuddelen av den franska armén var dessutom förlagd i Algeriet, och vägrade lyda vare sig rojalistiska krav på att arrestera upprorsmännens ledarskap eller den liberala oppositionens krav på att arrestera Jules de Polignacs kabinett. Tuilerierna intogs kring halv två på eftermiddagen och sedan föll även Justitiepalatset och Ärkebiskopspalatset, i vissa fall flydde soldaterna när de såg folkmassorna storma fram. Även om mindre stridigheter fortsatte de följande dagarna var julirevolutionen i praktiken över och en borgerlig provisorisk regering sammanträdde i huvudstaden.

## Resultat
Efter tre dagars blodiga strider i Paris (27-29 juli) utropades hertig Ludvig Filip av Orléans  den 30 juli 1830 till generalståthållare. Karl X erbjöd eftergifter, men alltför sent, och han tvingades den 2 augusti tillsammans med sin son hertig Ludvig Anton att gå i exil i Storbritannien. Det bourbonska husets äldre gren fråntogs tronen och författningen reviderades så att Ludvig Filip den 7 augusti kunde utropas till fransmännens konung. "Borgarkungen", som Ludvig Filip kallades, hade emellertid utsetts till ny kung av Paris liberala borgerlighet; för de ultrakonservativa legitimisterna, som ville återinsätta den äldre linjen av huset Bourbon på den franska tronen, var han inget mer än en inkräktare. Av de radikala republikanerna, som i och med revolutionen 1830 hade hoppats på omfattande demokratisering av landet, sågs den efterföljande julimonarkin som en besvikelse som endast gynnade den övre medelklassen. Frustrationen hos republikanerna ledde till det misslyckade juniupproret 1832 och i längden skulle detta missnöje utmynna i februarirevolutionen 1848.
Julirevolutionens föredöme följdes i Kyrkostaten, Modena och Reggio, Parma, Sachsen, Braunschweig, Hessen-Kassel, Polen och Belgien.